# 하코다테 전쟁
하코다테 전쟁(箱館戦争, 1868년 - 1869년)은 보신 전쟁 국면 중 하나로, 신정부군과 구 막부군과의 마지막 전투이다. 구 막부군의 에조치에서 근거지로부터 고료카쿠 전투(五稜郭の戦い)라고도 불린다. 이 전투 중에 간지가 무진년에서 기사년에 바뀌었기 때문에 기사의 역(己巳の役)이라고 불리기도 한다.

## 배경
1868년 4월, 에도성 무혈개성으로 보신 전쟁은 호쿠리쿠, 동북쪽으로 무대를 옮겼다. 5월 새 정부가 결정된 도쿠가와가 조치는 스루가, 도토미에 70만석을 감봉한다는 것이다. 이에 따라 약 8만명의 막부의 신하를 유지하는 것은 불가능하므로 많은 막부의 신하가 거리를 헤매는 것을 우려한 해군 부총재의 에노모토 다케아키는 에조치에 옛 막부의 신하를 이주시키고 북방의 방비를 개척하려고 꾀한다.

### 에노모토 함대의 북행
에노모토는 새 정부의 군함 인도 요구에 응하지 않았고, 4월 12일 악천후를 핑게로 함대를 다테야마 앞바다로 이동시킨다. 공순파 가쓰 가이슈의 설득으로 시나가와 앞바다로 돌아가 후지야마, 간코마루, 조요마루, 쇼카쿠마루 4척을 새 정부에 인도하지만, 가이요마루 등 주력함의 보존에 성공했다. 7월 에노모토에게 센다이번을 중심으로하는 오우에쓰 열번 동맹에서 지원 요청이 있자, 8월 20일, 가이요마루를 기함으로 8척으로 구성된 구 막부 함대(가이요마루, 반류, 단지그, 치요다 형 군함 4척과 간린마루, 조게이마루, 신소쿠, 미카호 운송 선박 4척)가 시나가와 해를 벗어나 센다이로 향했다.